# Villa Bic en coin
La villa Bic en coin est une villa située au Touquet-Paris-Plage dans le département du Pas-de-Calais en France. Les façades et les toitures de la villa font l’objet d’une inscription au titre des monuments historiques depuis le 1er décembre 1997.

## Localisation
Cette villa est sise au no 222 de l'avenue des Phares, à l'angle sud-ouest de la rue Joseph-Duboc et de l'avenue des Phares.

## Construction
Cette villa a été construite en 1925, sur les plans de l’architecte Louis Quételart.

## Photographies

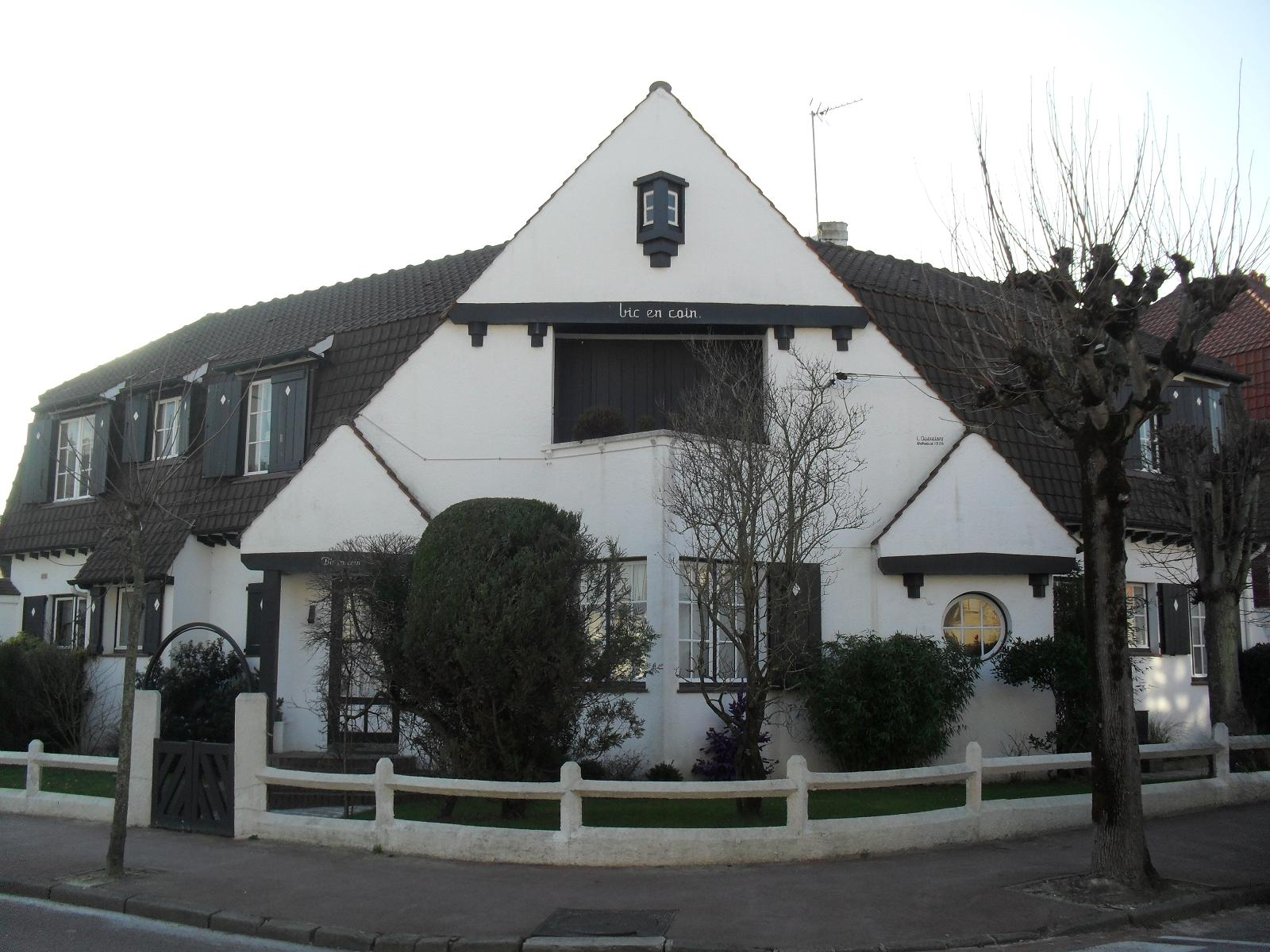
La villa depuis l'intersection des avenues Joseph-Duboc et des Phares

## Pour approfondir